# شبيلة (جهاد)
شبيلة (بالفارسية: شبلیه) هي قرية تقع في إيران في قسم جهاد الريفي. يقدر عدد سكانها بـ 363 نسمة بحسب إحصاء 2016.